# 237276 Nakama
237276 Nakama este un asteroid din centura principală de asteroizi.

## Descriere
237276 Nakama este un asteroid din centura principală de asteroizi. A fost descoperit pe 2 decembrie 2008 la Geisei de Tsutomu Seki. Asteroidul prezintă o orbită caracterizată de o semiaxă mare de 2,55 ua, o excentricitate de 0,20 și o înclinație de 14,1° în raport cu ecliptica.